# Simeón Roncal
Simeón Roncal (Sucre, 20 de abril de 1870 - La Paz, 13 de enero de 1953) fue un reconocido músico y compositor boliviano a quien se atribuye la evolución de la cueca como se conoce hoy en día en Bolivia. Fue autor de al menos 40 canciones, entre cuecas, bailecitos y otros géneros locales, que han sido ampliamente versionados hasta el siglo XXI.

## Biografía

Pareja bailando cueca, uno de los géneros más cultivados por Roncal y del cual se dice es padre.

Roncal nació en la calle Ravelo de la ciudad de Sucre Hijo de Juan Roncal y Rosa Gallardo. Inició su formación practicando al piano con  su padre, quien le dio sus primeras lecciones. Años después se unió al coro de la catedral metropolitana de Sucre y más adelante se convirtió en segundo organista de ese coro, a sus 13 años ya recibía honorarios por este trabajo. En este espacio recibió las enseñanzas de Eduardo Berdecio quien fue el fundador de la Sociedad Filarmónica de Sucre.
Roncal se casó con Virginia Cortés, para quien compuso la cueca Huérfana Virginia, cuando su madre falleció.  
Estudiosos de su obra hacen referencia a la relación de Roncal con las chicherías. Se le atribuye la frase "sin duda, la chichería es el palacio de la cueca". Fue en estos espacios donde compuso obras de forma espontánea, acompañado de su pupilo Miguel Ángel Valda quien transcribió 1.500 partituras del compositor, entre obras conocidas y obras por descubrir.
En 1912 fue invitado por el Círculo de Bellas Artes y el Salón Musical de Armando Palmero Nava a la ciudad de Potosí para la interpretación de cuecas y kaluyos. En esta etapa se unió a la agrupación cultural Gesta Bárbara. Residió varios años en esta ciudad, presentándose en el teatro Modesto Omiste y trabajando como profesor de música en la escuela José Alonso de Ibáñez y en el colegio Nacional Pichincha. En 1927 se trasladó a la ciudad de La Paz, donde residió hasta su fallecimiento.
Músicos e investigadores en el ámbito de la música afirman que Roncal es el padre de la cueca boliviana pues le dio una identidad nacional a través de una estructura y armonía propia luego desarrollada por otros intérpretes. Falleció el 13 de enero de 1953 a los 83 años en la ciudad de La Paz. En 2001 sus restos fueron trasladados al Mausoleo de Notables del cementerio General de La Paz. En varias oportunidades se ha planteado el traslado de sus restos a su ciudad natal.

## Obras y composiciones
Entre las obras de Simeón Roncal se encuentran 40 cuecas para concierto, kaluyos, bailecitos, marchas e himnos.

### Cuecas
Entre las cuecas más conocidas, pueden nombrarse:
- La ausencia

- La brisa
- Noche tempestuosa
- Rosa
- La huérfana Virginia
- Lección de piano
- El olvido
- Lágrimas
- Concepción
- Impresiones
- Soledad
- Marcha 3 de febrero
- A Sucre

## Reconocimientos
La Universidad de San Francisco Xavier de Chuquisaca le entregó el Cenáculo Universitario. También figuran entre sus reconocimientos las distinciones de las alcaldías de Sucre, Potosí y La Paz. Tiene un reconocimiento de la Universidad Mayor de San Andrés, así como la distinción entregada por el Ministerio de Educación de Bolivia, también fue reconocido por la Unión Panamericana.
Sucre denominó en su honor a la Escuela Nacional de Música “Simeón Roncal”. Esta institución conmemora  66 años de su fundación en 2025. Para conmemorar las Bodas de Oro del fallecimiento de Roncal se inició una iniciativa para denominar una calle y la Casa de la cultura con su nombre.